# 凯密
凯密（Keo Meas，1926年—1976年），一译盖敏、乔密，柬埔寨政治人物、外交官、共产主义者。
原为金边一所学校的教师。1946年加入印度支那共产党。1950年成为依萨拉联合阵线的领导人之一。1954年成为高棉人民革命党的领导人之一。该党被禁止后，凯密与农笋、Penn Yuth等组建合法政党人民派。1956年，与农笋、诺波潘一起重新发行报刊《人民报》（Pracheachon）。
1970年5月9日，他被柬埔寨王国民族团结政府任命为驻中华人民共和国大使。
1975年，凯密回国，当选柬埔寨共产党中央委员会委员。但他有亲越南的背景而不被信任，被软禁在自己家中。1976年9月25日，他被控告阴谋分裂党的罪名而被逮捕，关押进S-21监狱。最初他坚持不认罪，向波尔布特写了一封信，但没有被送出。最终他在酷刑下承认自己有罪，随后被处决。